# Арсенал (центр современного искусства)
Государственный центр современного искусства «Арсенал» — Волго-Вятский филиал ГМИИ им. А. С. Пушкина (с 2020 года). Одна из ведущих региональных институций, которая с 1997 года реализует многочисленные выставочные и междисциплинарные проекты, а также просветительские, детские и инклюзивные программы. Новая творческая среда работает с уникальной идентичностью территории, представляет современный художественный процесс и интегрирует классическое искусство в актуальный контекст. Получил своё название — «Арсенал», потому что с 2011 года работает в капитально реконструированном здании, построенном во второй четверти XIX в. как хранилище и ремонтная база артиллерии.

### История
С 1997 по 2010 годы центр современного искусства в Нижнем Новгороде, возникший на базе Центра современной культуры «Кариатида», при отсутствии собственного оборудованного помещения, провёл 82 выставки. К 2011 году капитально реконструируется здание старого артиллерийского склада / мастерской, последние десятилетия перед реконструкцией работавшего хранилищем топографических карт. Замысел реконструкции опирался на то, что здание по габаритам внутренних помещений и их геометрии отлично подходило для художественной галереи современного типа. При этом состояние сооружения требовало не просто ремонта, а реставрации и фактически пересоздания даже прочностной части постройки заново. Постройка, созданная в стиле позднего классицизма в последнее десятилетие перед Крымской войной, «личным проектированием государя-архитектора», содержала несовместимые с устойчивостью здания недоработки, из-за которых перекрытия повредились в первую зиму при строительстве.

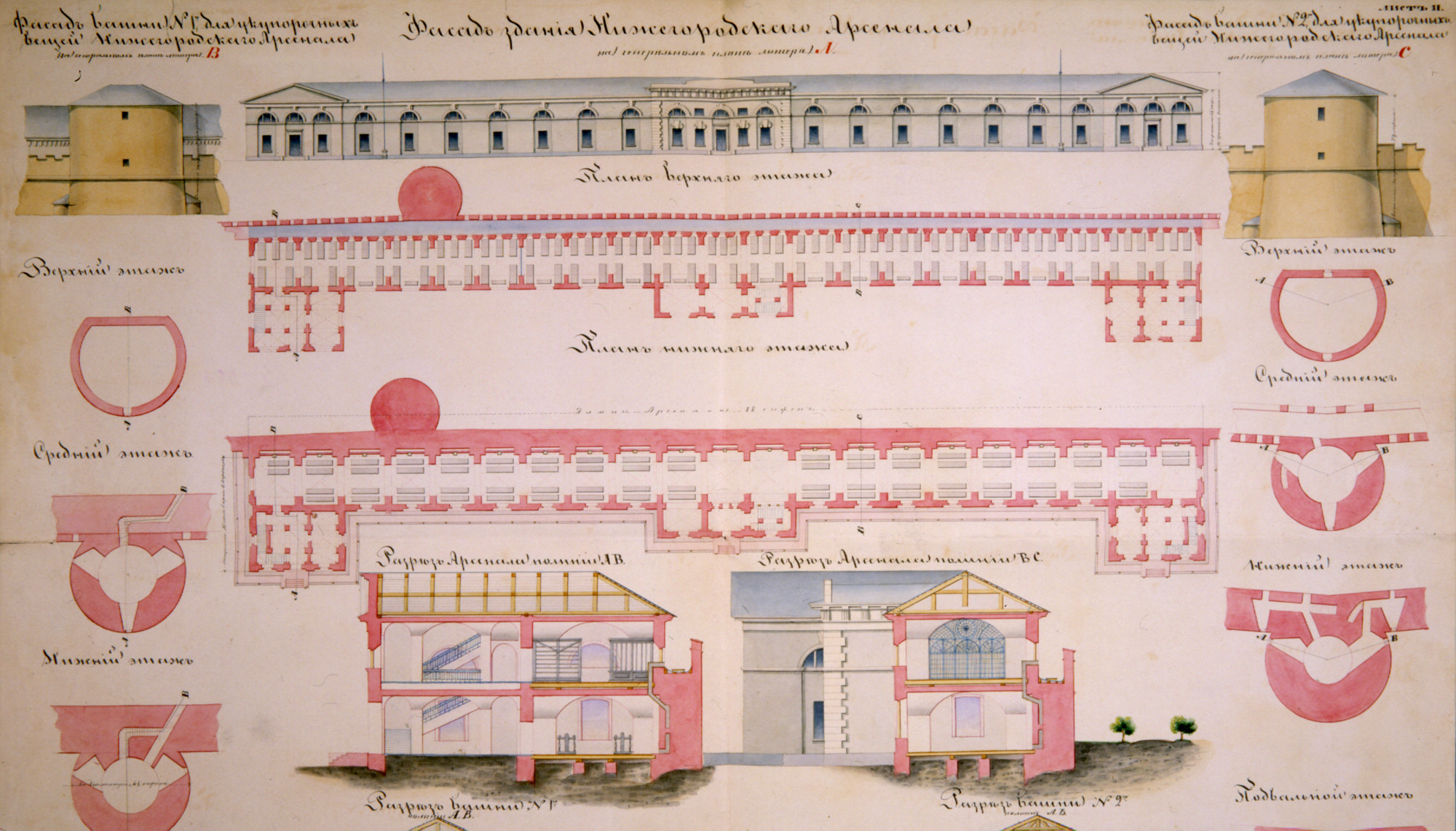
Исторический план здания Арсенала

Проектирование предполагало, что перекрытия будут удерживаться за счёт конструкции сводчатых потолков и характерных арок, повторяющих геометрию внутренних несущих опор каменных стен кремля, вдоль одной из которых оно и возводилось. Несовместимость идеалов проектировщика и реалий организации хозяйствования привела к тому, что во втором строительном сезоне потолки пришлось укреплять рядами мощных деревянных колонн. Фактически полностью сводчатая конструкция оказалась самостоятельно-жизнеспособной только в холлах здания. При реконструкции колонны были заменены на металлические трубы соответствующего старым деревянным опорам диаметра с армированным железобетонным сердечником. Кирпичная кладка и скрепляющий её раствор были подвергнуты инъекционной обработке и штучной, по результатам исследований, замене отдельных разрушившихся элементов кладки. Оригинальные лестничные клетки здания на момент начала реконструкции были утрачены полностью, очевидно, в связи с их изначальным невысоким качеством. Под зданием были проведены археологические исследования, увенчавшиеся ценными находками, а затем был создан с нуля подвальный этаж, под которым сооружён новый фундамент на буронабивных железобетонных сваях. Чтобы не усложнять экспозиционные и служебные уровни здания вспомогательными коммуникациями, санузлы были сооружены только в подвальном этаже. До реконструкции в здании отсутствовали и канализация, и водопровод, и отопление, и даже ввод электричества. Работавшие здесь сотрудники минобороны использовали единственную проводку-«перекидку» из соседнего здания (в основном использовавшуюся, кроме лампочек, для подключения электрокаминов-обогревателей), и посещали общественный туалет кремля, в основном используемый туристами.

#### Современное состояние здания центра современного искусства

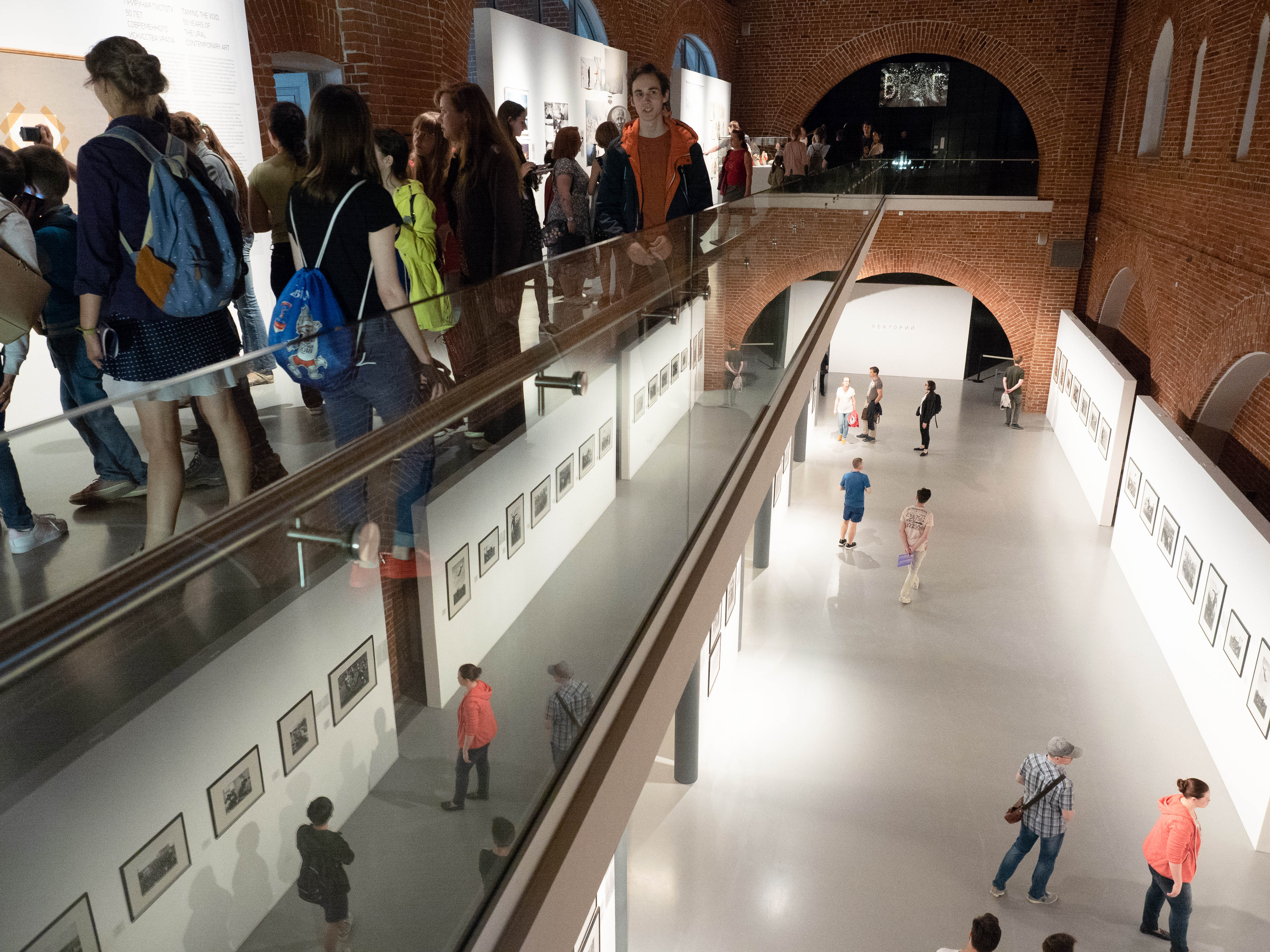
Один из залов Арсенала во время Ночи музеев

В здании Арсенала сегодня используются около 7000 м2 выставочных, лекционных, библиотечных и офисных (служебных) помещений. Это самая крупная выставочная площадка Нижегородского кремля.
Помещения, включая мощную современную вентиляцию, новую электроподстанцию, лифты, безбарьерную среду, полностью соответствует стандартам комфорта и надёжности художественных галерей мирового уровня.

#### Общетуристическая инфраструктура Арсенала
В правом крыле здания (вход в основные выставочные помещения галереи) работают кафе, книжно-сувенирный магазин, гардероб и санузлы.

### Деятельность

#### Выставки
С 2011 по 2021 годы включительно в здании Арсенала состоялось 128 выставок.

##### 2011
- «Метель»
- «Свет и Тень». Барбара Клемм (Берлин).
- «Иллюзион. От ярмарочного аттракциона к медиаинсталляции».
- «Россия для всех». Дмитрий Гутов
- «Subway»
- «Коммунальный авангард»

##### 2012
- «Ле Корбюзье. Чандигарх»
- «DANCE IN VOGUE»
- «S.T.» Янис Кунеллис (Рим)
- «Геометрическая абстракция». Янош Файо (Будапешт)
- «Портрет/Пейзаж: границы жанра» (Нант)
- «Музыка неизвестного происхождения». Зигмар Польке (Штутгарт)
- «Московский концептуализм. Начало»
- «Vanitas. Смыслы и символы в творчестве современных голландских художников» (Амстердам)
- Lexus Нybrid Art 2012
- Ёлка Вальтера Беньямина (Берлин)

##### 2013
- «Искусство знать. Научная картина мира для художников разного возраста»
- «Искусство света». Маттис-Тойч (Будапешт)
- «Фотография будущего»
- «Бестиарий»
- «Танец! Посвящение Пине Бауш». Дагмар Шенк Гюллих (Эссен)
- «Инновация — 2012»
- «Этот цех борется за звание образцового». Группировка «ЗИП» (Краснодар)
- «Империя кино. Голландская версия» (Амстердам)
- Нижегородский кремль: создание образа. Рисунки Святослава Агафонова
- «Хендрик Керстенс. Паула» (Амстердам)
- «Изобретая звук» (Берн)
- «Невесомость»

##### 2014
- «Смотрительницы». Энди Фриберг (Санкт-Петербург)
- «Молоко без бутылки»
- «Живой уголок». Владислав Ефимов
- «Арт-резиденции 2-й Уральской индустриальной биеннале. Материалы» (Екатеринбург)
- «За отвагу». Александр Виноградов и Владимир Дубосарский
- «Творческое наследие и миф Виктора Вазарели» (Будапешт)
- «Желая реального. Современное австрийское искусство» (Вена, Москва)
- «Познавая искусство» (Санкт-Петербург)
- «Микромузей». Арт-группа «Город Устинов»
- «Мобильный архив». Путешествующая коллекция видеоарта из Израиля (Тель-Авив)
- «Радиообзор»

##### 2015
- «Пункты памяти»
- «Плакаты войны. На пути к Великой Победе»
- «Музей великих надежд»
- «Байк-арт». Эрвин Эрве Лоран (Будапешт)
- «Фотосупрематисты» (Будапешт)
- «По следам „Поп-механики“» (Санкт-Петербург)
- «Русская хрестоматия»
- «Актуальная Удмуртия»
- «Russia in Vogue»
- «Глаза войны». Мартин Румерс (Берлин)
- Выставка работ «Общества поощрения художеств»
- Итоговая выставка программы «Арсенал+Семья»
- «Царство в сундуке». Дмитрий Цветков

##### 2016
- Сергей Непомнящий «Гелиокластеры: города будущего»
- Квантовая запутанность 2.0
- «Вот такое кино!» (Берлин)
- «Картины мира»
- «Актуальная Удмуртия»
- «Памятники Нижегородского Отечества 2016»
- «Встречи». Владимир Логутов
- «Розмари Трокель. Рисунки, объекты, видеоарт» (Штутгарт)
- «Смотрю в небо». Дмитрий Алексеев и Виктор Чернышов
- «Белое море. Чёрная дыра». Павел Отдельнов
- «Жизнь Живых»
- «Излучения»
- «Extension.KR. 10 современных южнокорейских художников» (Сеул)
- «Фотопробег по „живым уголкам“ Нижнего Новгорода»
- «Взгляни на дом свой». Леонид Тишков (Екатеринбург)
- «Волшебная пила — 10»
- «Коды. Звуки. Знаки». Таня Кандиани (Мехико)
- Павильон «Крайний Север»

##### 2017
- «Голландский музейный плакат. 1985—1997» (Амстердам)
- «Отоваренная мечта»
- «Свежий слой»
- «Соединяя небо и землю». Имре Маковец (Будапешт)
- «Николай Ильин в Нижполиграфе: 1922—1931»
- «Простые чувства»
- «Фотовыставка. 60 мгновений истории Горьковского телевидения»
- «New olds. Классика и инновации в дизайне» (Штутгарт)
- «Мейл-арт портрет»
- «Extension.LV: Встреча с самим собой. Латвия» (Рига)
- «Движение воображения. Новая авторская анимация»
- Космопорт «Стригино 3». «Ростан Тавасиев»
- «Современная графика по Брайлю. Коллекция ПЕРММ» (Пермь)

##### 2018
- «Оставлять»
- «Приручая Пустоту. 50 лет современного искусства Урала» (Екатеринбург)
- «В Нижегородском порту. Владислав Ефимов»
- «Гол»
- «Исследование пейзажа». Егор Плотников и Гёнсу Ан
- «Юрий Соболев. Космос для собственного употребления»
- «Горький. Модернизм»
- «Архитектура и градостроительство в г. Горьком середины 1950-х — конца 1970-х гг.»
- «Соседи»
- «Аллегорическая абстракция». Артель «Царь горы»
- «Нетрафаретная печать. Московская студия шёлкографии, 1990-е»
- «Extension.AM. Географический опыт. Армения» (Ереван)
- «Something Else: Новая художественная сцена Англии» (Лондон)
- «Бумажные истории» (Муром)
- «Механизмы бессмертия». Иван Плющ

##### 2019
- «Джан Паоло Барбьери. Мода и вымысел»
- «Иштван Орос: графика, плакаты, анаморфозы» (Будапешт)
- «Напряжение растёт. Избранные произведения из коллекции музея ПЕРММ» (Пермь)
- «Инновация — 2019»
- «Extenstion.LT: Параллельные повествования. Литва» (Вильнюс)
- «Между эйфорией и насмешкой. Герои, трикстеры и аскеты актуального искусства Петербурга 1989—2002 гг.» (Санкт-Петербург)
- Андрей Оленев. «Ноша».
- «Ателье рисовальщика»
- «Единомышленники»
- «Природа картины, картины природы». Николай Касаткин
- «Аллегорическая абстракция» (Пермь)

##### 2020
- «Территория Победы»
- Провмыза. «Oratorium SARXSOMA»
- «Инновация-2020»
- «Тихий новый год»

##### 2021
- Один день в музее. Жерар Юфера
- «Перерыв 15 минут. Исследование о труде и отдыхе»
- «Третья идея. Евгений Стрелков»
- «Инновация-2021»
- «Город как графика. Нижний Новгород на картах и гравюрах ХVI-ХХI веков»
- «Шухов. Формула архитектуры»
- «Билл Виола. Две работы классика видеоарта» (Нью-Йорк, Москва)
- «Неназываемое. Из коллекции ММОМА»
- «Названо Вазари. Готика»
- «Премия Кандинского. 15 лет»

##### 2022
- «Сара Мун. Однажды где-то но не здесь. Из коллекции ММСИ»
- «Биография в объёме. Скульптурный портрет»

##### 2023
- «До и после: проекты в арт-резиденции „Выкса“»[3]

#### Фестивали
Фестивали «Арсенала» выполняют роли от популяризации творческого поиска в искусстве до насыщенных научно-исследовательских программ. Среди последних особое положение занял ежегодный фестиваль текстов об искусстве «Вазари», ставший самостоятельным явлением в мире культурологии. «Арсенал» принимает участие и в общегородских, национальных и глобальных фестивалях, таких как «Ночь музеев».

#### Лекции
Лекции в Арсенале организуются как в формате параллельной научно-исследовательской программы к выставкам, так и в качестве самостоятельных ежегодных и разовых авторских программ. Культурологические циклы: «Кафедра современной культуры», «Пробелы образования».
Сохранением авторской подачи материалов краеведческих исследований и их популяризацией заняты такие серии лекций, как «Новый взгляд на старый Нижний», «Хранится в Нижнем».

#### Кинофестивали
«Висла», «Русский Берлин» (2021), «Загребская школа анимации», «Кино без барьеров», «Вестиваль веб сериалов» (2019), «Garage Screen Film Festival», фестиваль датского кино, фестиваль нового шведского кино (2018).

##### Концерты
«Common space» (МАСМ BCMG), «Electronic Lab» (Таня Муро), «Steamboat Switzerland», «День князя Георгия Всеволодовича», «Новый скандинавский джаз» (Jonas Cambien Trio), «Новый швейцарский джаз» (Woodoism), «Опера на экране», «СМ-21 Голос», «Hely», «Opus Posth» (Три кита), «Thea Soti & Electrified Islands», «9 открыток» (МАСМ Бушуев), «Музыкальные революции», «Ночь неожиданностей», «Нарушение канонов» (Полтавский), СМ21 «Поколения Колумбофония», «Современный польский джаз», «Терменвокс», «Швейцарский джаз» Raw Vision.

##### Театральные инсценировки
PROсцениум-фест, Театральная мастерская «Арсенал Семья».

##### Медиатека / библиотека

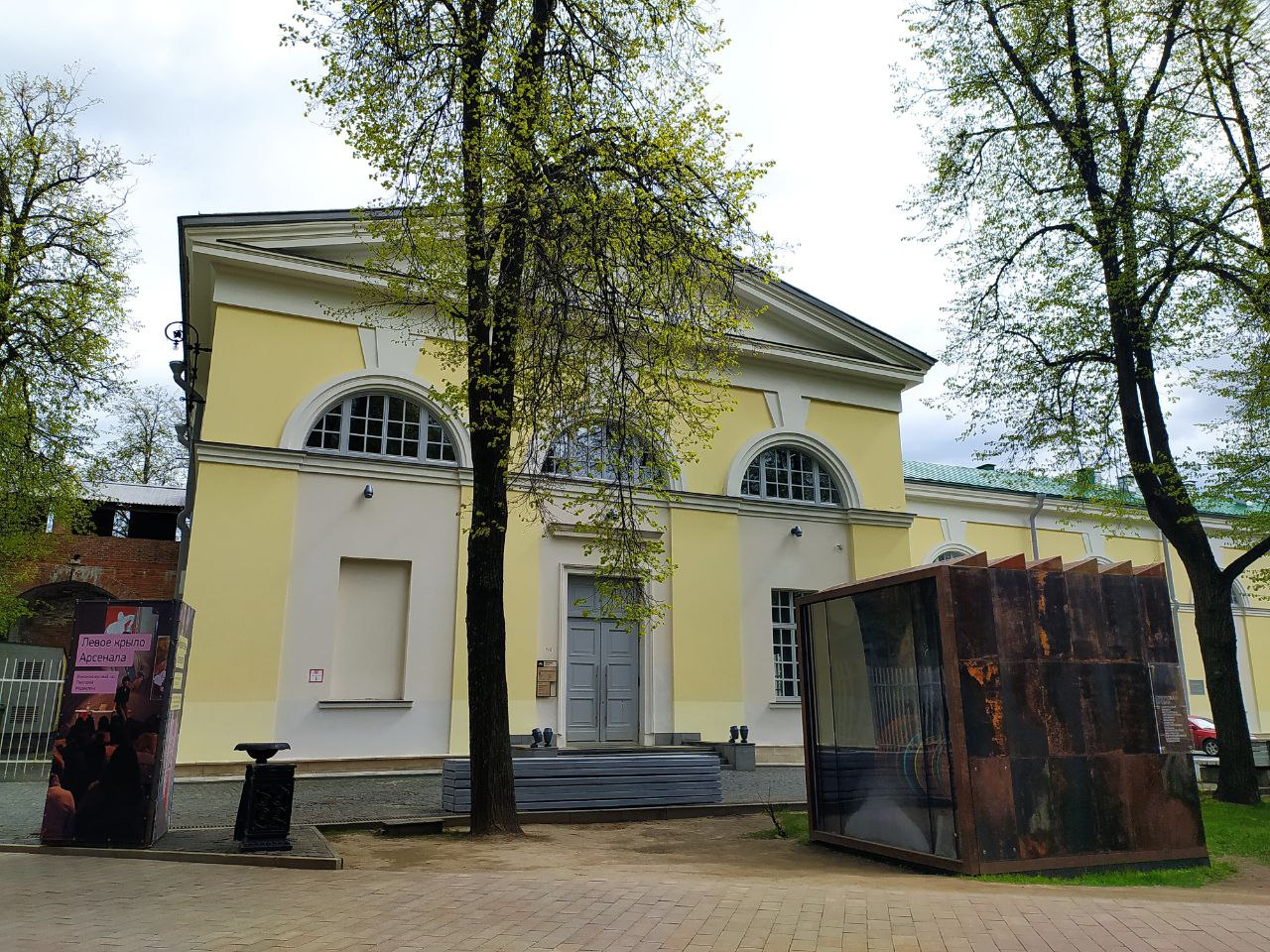
Левое крыло Арсенала (вход в медиатеку / лекторий)

Медиатека / библиотека располагается в левом крыле Арсенала на первом этаже.
Медиатека открыта для посещения по вторникам, средам и четвергам с 12:00 до 17:00 (в режиме читального зала).
Фонд Медиатеки насчитывает более 6000 печатных изданий, посвящённых различным аспектам современной культуры и гуманитарного знания.
Литература о современном искусстве и культуре, в том числе специализированная литература по философии, культурологии, теории и истории искусства. Авторы: В. Беньямин, Р. Барт, А. Бадью, С. Сонтаг, Ж. Бодрийяр, Дж. Агамбен, Б. Гройс, М. Фуко;
Каталоги ярмарок и биеннале современного искусства, например, Венецианской, Московской, Уральской индустриальной; персональных и групповых выставок отечественных и зарубежных художников;
Альбомы коллекций крупных музеев (Музей Гуггенхайма, Центр Жоржа Помпиду, Музей современного искусства Stedelijk, Тэйт Модерн, Центра современного искусства Луиджи Печчи в Прато, La Cour d’Or в Меце и др.);
Книги, посвящённые изучению городского пространства от издательства «Strelka Press»; справочные издания.
Издания по архитектуре, фотографии, кино, театру, видеоарту, арт-менеджменту, культурной политике, моде, стрит- и паблик-арту, граффити.
Периодические издания: журналы «Диалог искусств», «Искусство», «Театр», «Искусство кино», «Сеанс», «Логос», «Неприкосновенный запас», «Теория моды», «Проект Россия», «Tatlin News».